# Yukito Ayatsuji
Naoyuki Uchida (内田 直行 Uchida Naoyuki?,  23 de diciembre de 1960), también conocido por el seudónimo de Yukito Ayatsuji (綾辻 行人 Ayatsuji Yukito?), es un escritor japonés de misterio y horror. Es uno de los fundadores del Honkaku Mystery Writers Club of Japan y uno de los escritores más representativos del nuevo movimiento tradicional de escritura de misterio japonés. Está casado con la también escritora Fuyumi Ono, una autora de fantasía y horror conocida por su serie fantástica The Twelve Kingdoms.